# Fujeira
Fujeira (em árabe: الفجيرة; romaniz.: Fujairah) é um dos sete emirados dos Emirados Árabes Unidos, no Golfo de Omã no leste do país, sendo o segundo menor. Tem como capita a cidade de Fujeira e segundo censo de 2016, tinha 225 360 habitantes. Está a 134 metros acima do nível do mar e possui 1 300 quilômetros quadrados.